# Османський Ірак
Османський Ірак — назва провінції Османської імперії, що існувала від 1534 до 1918 року.

## Історія
За правління шаха Тахмаспа I (1524—1576) османські турки 1534 року завоювали Західну Вірменію до озера Ван та Ірак з Багдадом і шиїтськими святинями Наджафом і Кербелою, а 1549 і 1554 років кілька разів здійснювали грабіжницькі напади на Азербайджан (довелось перенести столицю з Тебриза до більш захищеного Казвіна); на східному кордоні тривала виснажлива війна з шейбанідами. 1555 року був підписаний мир з турками, відповідно до якого сефевіди визнали османські завоювання.
Сефі I (1628—1641) був жорстоким тираном. Зійшовши на престол, він стратив найкращих людей своєї держави. Роки його правління ознаменувались значними територіальними втратами: великий могол Шах Джахан відвоював у Сефевідської держави Кандагар, а турецький султан Мурад IV — Багдад (1638). Та битва за Багдад була останньою військовою битвою між Османською імперією й Сефевідами та призвела до втрати Сефевідами контролю над усім Межиріччям. Після того шиїтам близько двохсот років не можна було спокійно відвідувати Кербелу, а доступ до Мекки було обмежено.
До XVII століття часті конфлікти з Сефевідами підірвали сили Османської імперії й послабили її контроль над своєю провінцією. В Іраку знову почала домінувати племінна влада, почалась ворожнеча між сунітами й шиїтами. Кочове населення провінції збільшилось з приходом бедуїнів з Неджда на Аравійському півострові. Бедуїнські нальоти на населені пункти стали звичайною справою. На півночі курдська династія Бабан почала збройні дії проти османських військ, такий спротив унеможливив підтримку Османською імперією сюзеренітету (навіть формального) над Іракським Курдистаном. Між 1625 і 1668 роками та від 1694 до 1701 року місцеві шейхи правили Басрою, вони ігнорували владу османського губернатора в Багдаді.
Племінні війни та погіршення міського життя були тимчасово викорінені з відродженням мамелюків. На початку XVIII століття мамелюки почали зміцнювати владу в Іраку окремо від Османської імперії. Розпочавши розширення свого панування з Басри, мамелюки, зрештою, контролювали долини річок Тигр та Євфрат. Здебільшого правління мамелюків символізувало політичну стабільність та економічне відродження. Лідер мамелюків, Сулейман II (1780—1802), досяг значних успіхів у встановленні законності в провінції. Останній лідер мамелюків, Дауд-паша (1816-31), ініціював важливі програми модернізації, що включала очищення каналів, створення галузей промисловості й навчання 20 тисяч осіб в армії.
Період мамелюків закінчився 1831 року, коли сильна повінь і чума спустошили Багдад, дозволивши османському султану Махмуду II відновити Османський суверенітет над Іраком. Османська влада була нестабільною: Багдад змінив понад десять губернаторів між 1831 і 1869 роками. 1869 турки відновили владу, коли Мідхат-паша був призначений губернатором Багдада. Він одразу ж розпочав модернізацію Іраку за західним зразком. Основними цілями реформи Мідхата були: реорганізація армії, створення кримінального й комерційного права, секуляризація шкільної системи, реформа провінційної адміністрації. Він створив провінційні асамблеї для надання допомоги губернатору й виборні муніципальні ради у великих містах. Важливим елементом плану Мідхата була реформа земельного права, під час якої була замінена феодальна система землевласництва, були створені земельні господарства з правом власності, що обкладались податком. На практиці новий закон дозволив племінним шейхам стати крупними землевласниками. Звичайні жителі, остерігаючись, що новий закон був прийнятий як спроба стягувати податки більш ефективно або запровадити військовий обов'язок, реєстрували свої громадські племінні землі на шейхів чи продавали їх міським спекулянтам. В результаті племінні шейхи поступово перетворились на поміщиків, які отримували прибуток, натомість їхні одноплемінники стали бідними пайщиками.
Мідхат також удався до спроби змінити клерикальну систему освіти на світську модель за західним зразком. В результаті реформи відбулось зростання іракської інтелігенції. Школярі вперше почали вивчати іноземні мови. Впровадження західних дисциплін у школах супроводжувалось зростанням західної політичної й економічної присутності в Іраку. Британці 1802 року створили консульство в Багдаді, французьке консульство з'явилось за кілька років. Європейська зацікавленість у модернізації Іраку для полегшення західних комерційних операцій співпала з реформами в Османській імперії. Пароплави з'явились на річках 1836 року, телеграф був запущений 1861. Суецький канал було відкрито 1869 року, що надало Іраку більш широкий доступ до європейських ринків. Землевласництва племінних шейхів почали експортувати товари на капіталістичні ринки Заходу.
1908 року нова урядова кліка, молодотурки, захопила владу в Стамбулі. Молодотурки прагнули перетворити Османську імперію на єдину національну державу на основі західних зразків. Вони проповідували світську політику та патріотизм на основі пан-ісламської ідеології. Найважливіше в історії Іраку — молодотурки наполегливо проводили політику «тюркизації», яку відкидала іракська інтелігенція та яка призвела до формування молодого арабського націоналістичного руху. Натхнені революцією 1908 року, націоналісти в Іраку активізували свою політичну діяльність. Іракські націоналісти зустрілись в Каїрі з партією Децентралізації Османської імперії, а деякі іракці приєднались до націоналістичних арабських товариств у Бейруті 1913 року. Завдяки значним фінансовим вливанням з Заходу арабські націоналісти захопили владу в Басрі й почали вимагати автономію. Після майже 400 років під османським володарюванням іракці були погано підготовані для формування нової держави. Османи не змогли контролювати повсталі племінні області в Іраку та навіть у містах їхня влада була слабкою. Нездатність османів установити мир у провінції призвела до формування безлічі автономних громад на території Османського Іраку. В результаті Ірак увійшов у XX століття зі складною мережею соціальних конфліктів, що серйозно ускладнювали процес побудови сучасної держави.
Найдавнішим і таким, що найбільш глибоко укорінився, був конфлікт між племенами та містами за контроль над виробництвом продуктів харчування на берегах річок Тигр і Євфрат. Централізована політика Османської імперії несла пряму загрозу для кочових структур. На додаток до племінних і міських конфліктів, племена воювали й між собою. У містах громада була розділена за професійною та релігійною ознаками. Шиїти й суніти проживали у різних кварталах міст. Територія, що зрештою стала державою Ірак, мала колосальні регіональні відмінності. Мосул на півночі історично орієнтувався на Сирію й Туреччину, натомість Багдад і шиїтські міста на півдні підтримували тісні зв'язки з Іраном.
Зіштовхнувшись із впливом Заходу, що швидко зростав, молодотурки намагались централізувати імперію шляхом поширення в ній турецької мови та культури, й тим самим приборкати знову набуті політичні свободи. Така політика тюркізації зрештою привела іракців до прагнення здобути не автономію, а свою власну незалежну державу. Незважаючи на свої відносно невеликі розміри, іракська інтелігенція, що зароджувалась, сформувала кілька таємних націоналістичних товариств. Найважливішим з них був Аль-Ахд, членами якого були іракські офіцери з османської армії. Аль-Ахд швидко розрісся та створив ланки в Багдаді й Мосулі. Після початку Першої світової війни число членів організації склало 4 000 осіб. 1918 року Османська імперія розпалась, а Ірак став мандатною територією Месопотамія.
Туреччина якийсь час висувала претензії на Мосульський вілайєт, стверджуючи, що англійці окупували його незаконно, оскільки умови Мудроського перемир'я 1918 року його не торкались. Питання було передано на розгляд Ліги Націй. 16 грудня 1925 року Рада Ліги Націй постановила залишити Мосульський вілайєт за Іраком, прийнявши за основу демаркаційну лінію (так звану «Брюссельську лінію»), встановлену за рік до того.

## Вілайєти
До складу провінції входили такі вілайєти:
- Багдад
- Басра
- Мосул